# The Virgin
Pour les articles homonymes, voir Virgin.
Pour plus de détails, voir Fiche technique et Distribution.
The Virgin est un film américain réalisé par Alan James, sorti en 1924.

## Fiche technique
- Titre : The Virgin
- Réalisation : Alan James
- Scénario : Jack Natteford, d'après le poème The Virgin of San Blas de Julio Sabello
- Photographie : Edgar Lyons
- Producteur : Phil Goldstone
- Société de production : Phil Goldstone Productions

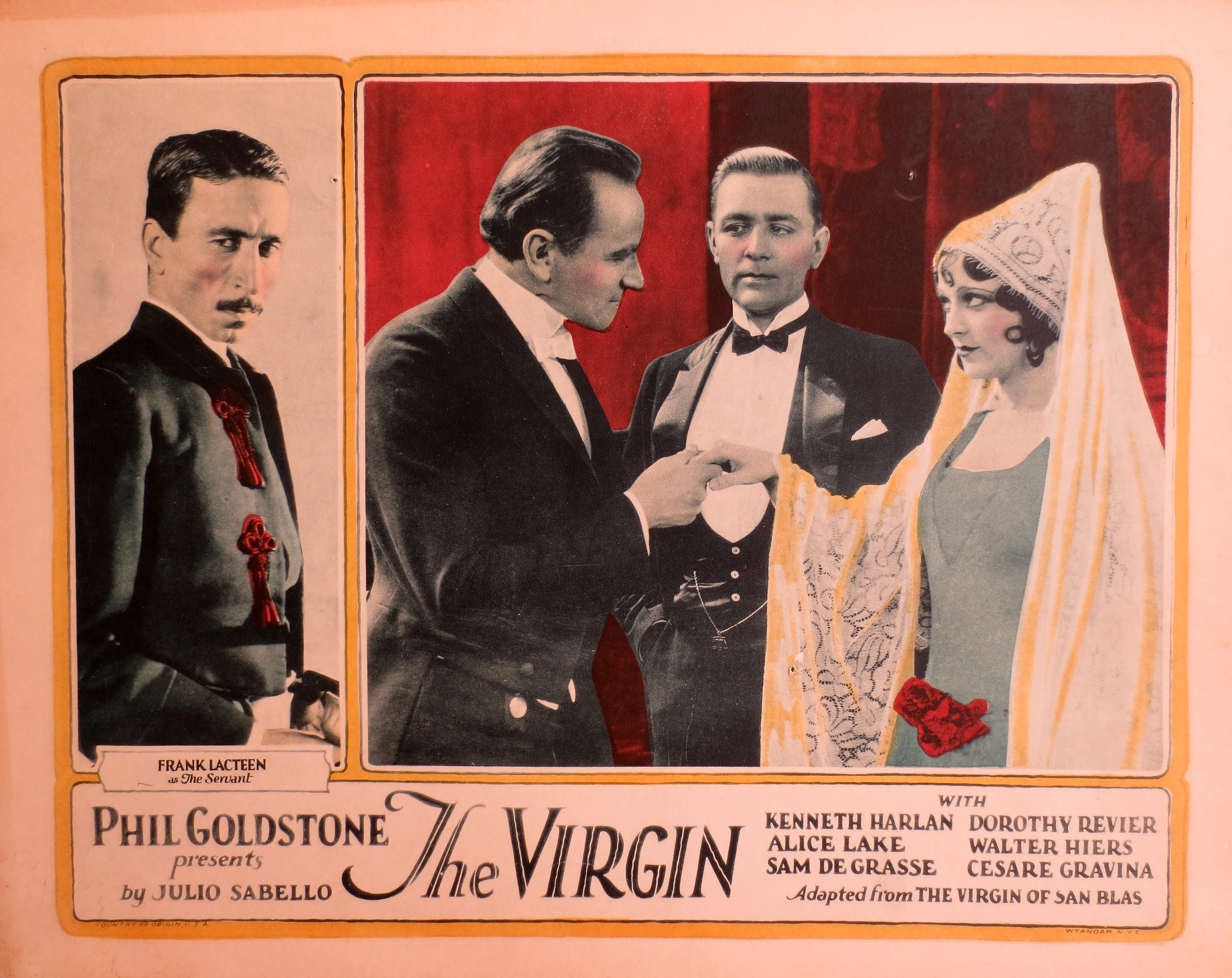
Autre carte promotionnelle pour The Virgin.

- Société de distribution : Truart Film Corporation
- Pays de production :  États-Unis
- Langue de tournage : Anglais américain
- Format : Noir et blanc — 35 mm — 1,33:1 — Muet
- Métrage : 1 800 mètres (6 bobines)
- Genre : Film dramatique
- Durée : 60 minutes (1 h 0)[1].
- Dates de sortie :
  - États-Unis : 1er août 1924

## Distribution
- Kenneth Harlan : David Kent
- Dorothy Revier : Maía Valdez
- Sam De Grasse : Ricardo Ruiz
- Rosa Rosanova : The Widow Montez
- Alice Lake : Rosa Montez
- Frank Lackteen : Ricardo's Valet
- Walter Hiers : Sam Hawkins
- Nell Clark Keller : The Duenna
- Lois Scott : The Maid
- J.P. Lockney : Major-domo
- Cesare Gravina : The Money Lender